# Octomacrum microconfibula
Octomacrum microconfibula är en plattmaskart. Octomacrum microconfibula ingår i släktet Octomacrum och familjen Discocotylidae. Inga underarter finns listade i Catalogue of Life.